# Jodenkwartier

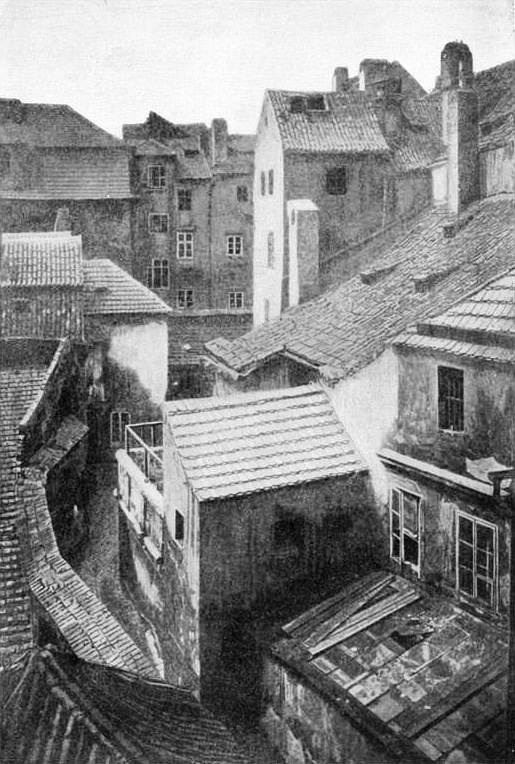
Het Jodenkwartier Josefov in Praag, dat tussen 1893 en 1913 werd gesloopt.

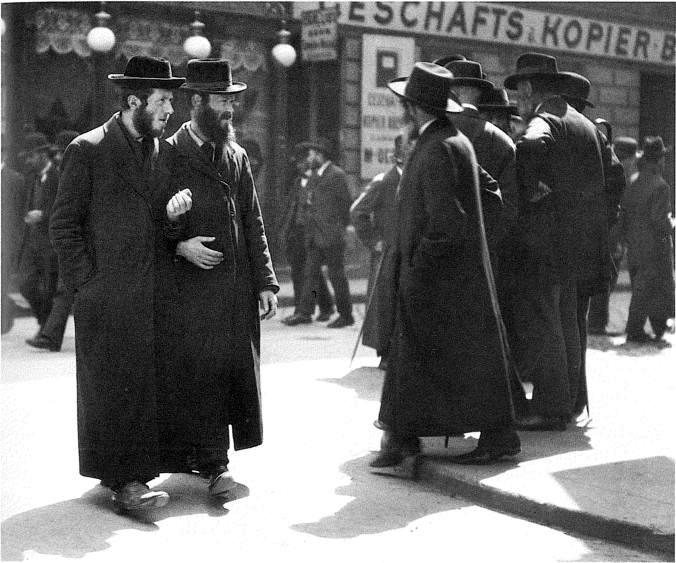
Ultra-orthodoxe joden op de Karmeliterplatz in Leopoldstadt, Wenen in 1915.

Een Jodenkwartier, in de volksmond vaak Jodenbuurt genoemd, is het gebied van een stad dat traditioneel door Joden wordt of werd bewoond. Bekende voorbeelden hiervan zijn de Jodenbuurt in Amsterdam, Josefov in Praag en Kazimierz in Krakau.
In het Duits en Frans wordt een dergelijke wijk Judengasse en juiverie genoemd. In Marokko spreekt men van een mellah, in Tunesië van een hara.
Het is overigens geen synoniem voor 'getto', maar zo werden Jodenkwartieren in de loop der eeuwen wel steeds vaker genoemd.

## Achtergrond
Sinds de middeleeuwen was in tal van steden in Europese landen een Jodenkwartier te vinden. Zo'n wijk bestond om een aantal redenen. In sommige gevallen wilden de christelijke autoriteiten de Joden scheiden van de christelijke bevolking, zodat christenen niet door hen zouden worden 'besmet', of om Joden psychologisch onder druk te zetten zich te bekeren tot het christendom. Het was ook gebaseerd op religieuze principes, zoals het gebod niet verder dan duizend stappen van een synagoge te wonen.
Vanuit Joods oogpunt bood concentratie van Joden in een beperkt gebied een zekere mate van bescherming tegen invloeden of geweld van buitenaf. Toen politieke autoriteiten een gebied aanwezen waar Joden wettelijk verplicht waren te wonen, werden dergelijke gebieden gewoonlijk getto's genoemd en ging het meestal gepaard met segregatie en andere vormen van uitsluiting en vernedering. De gekozen gebieden bestonden meestal uit de meest ongewenste gebieden van een stad.
In de 19e eeuw werden Joodse getto's geleidelijk afgeschaft en werden hun muren afgebroken, hoewel sommige gebieden van Joodse concentratie bleven bestaan. Echter, in de loop van de Tweede Wereldoorlog herstelde nazi-Duitsland deze buurten in het door de nazi's bezette Europa, met als doel segregatie, vervolging en uitbuiting van Joden, voornamelijk in Oost-Europa. De Duitsers zouden alleen al in Polen en de Sovjet-Unie 1.000 getto's hebben gerealiseerd. Een voorbeeld hiervan is het getto in de Joodse wijk in Lublin.

## Galerij

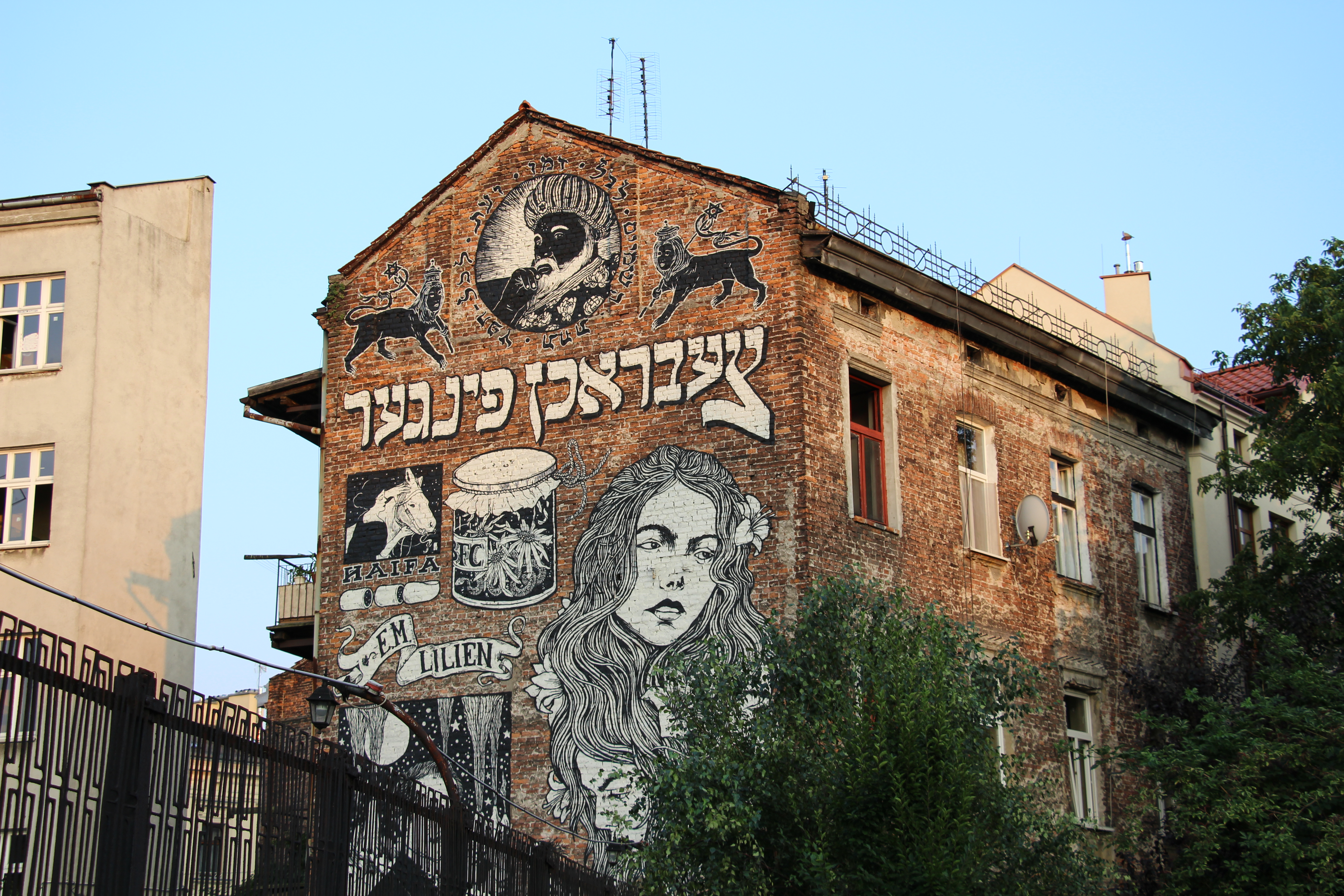
Jiddische muurschilderingen in Krakau, Polen.
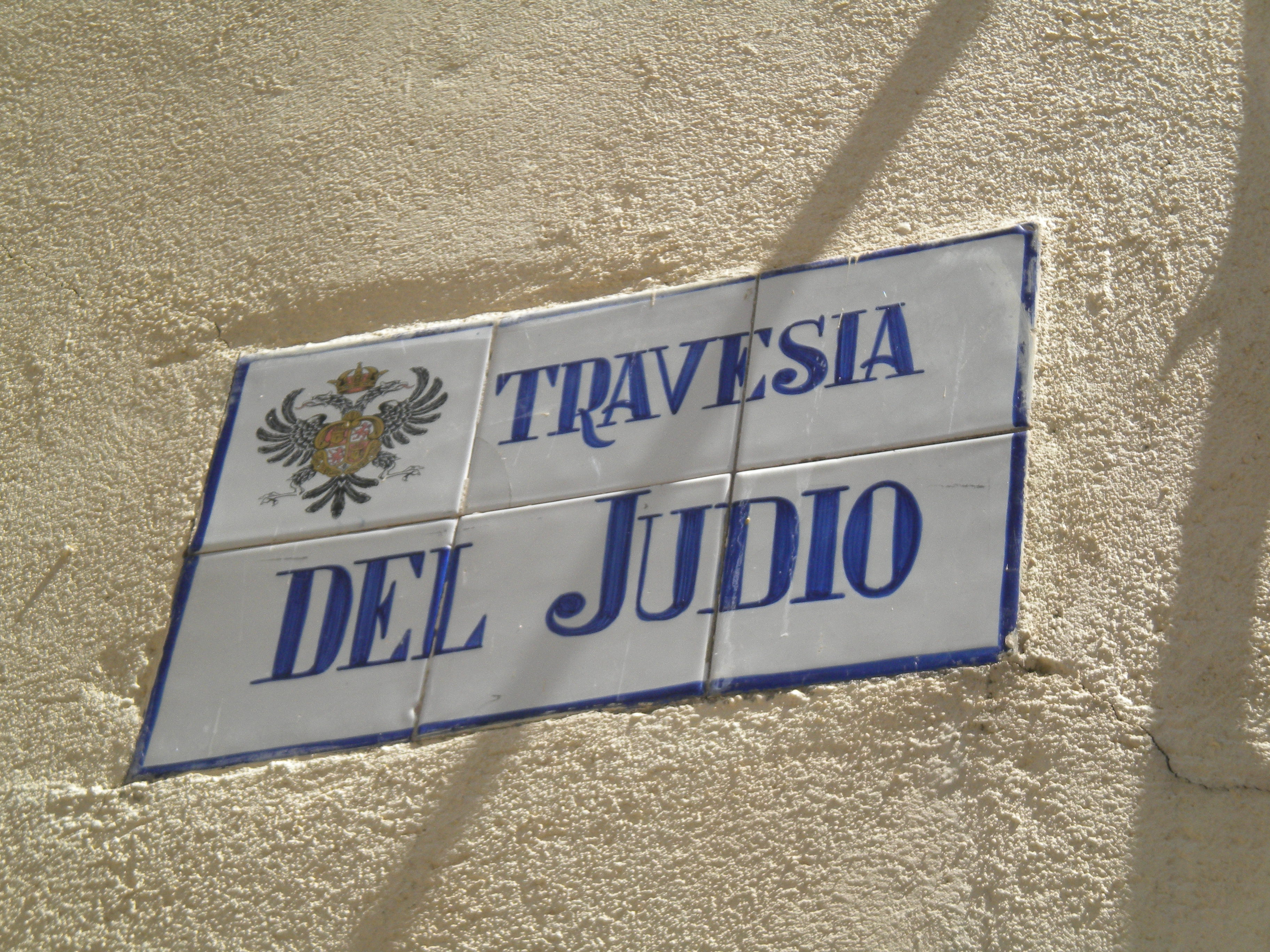
Straattegelteken van een steegje in Toledo, Spanje.
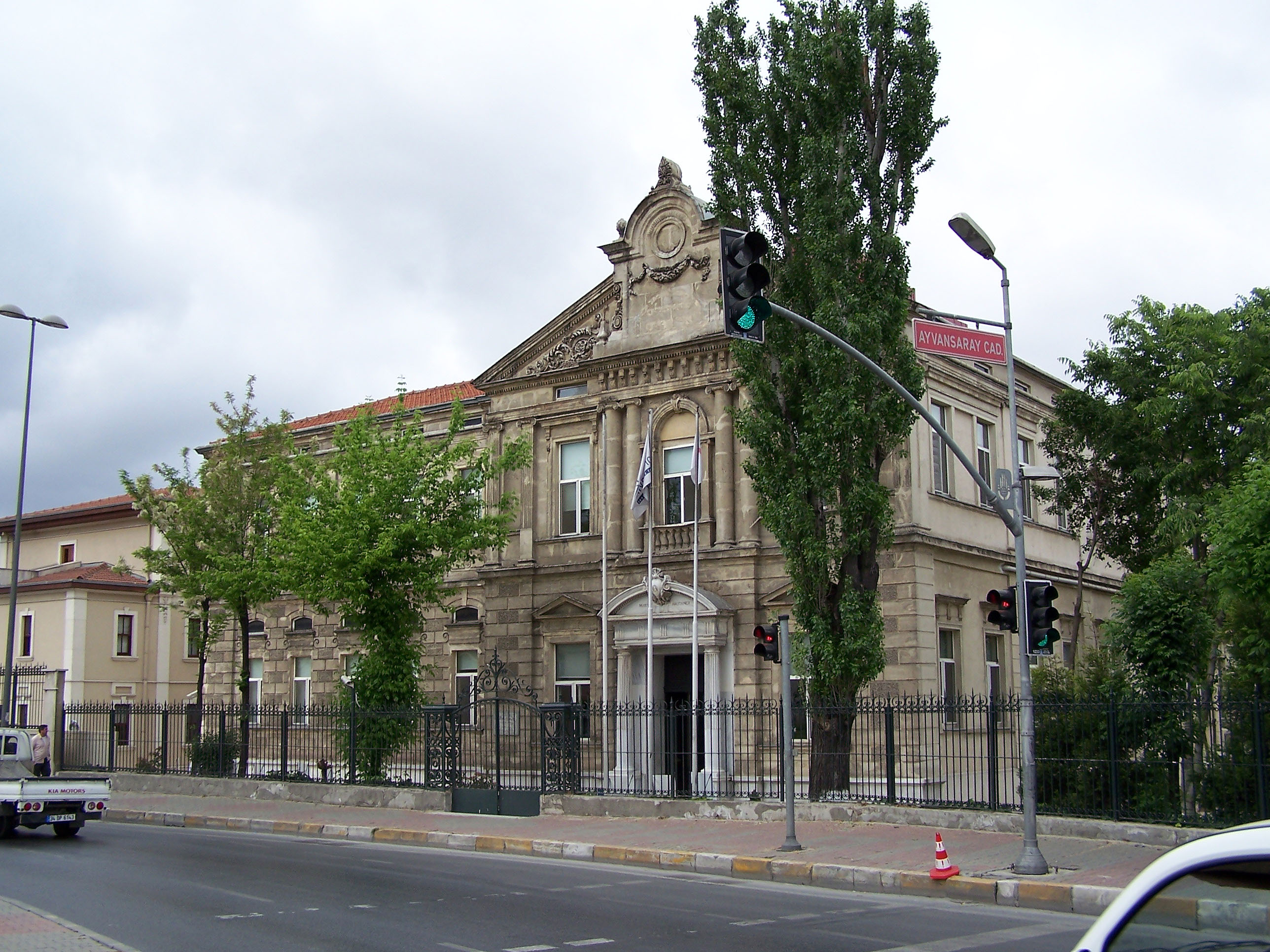
Het voormalige joodse ziekenhuis in Balat, Istanbul.